# Kinyongia xenorhina
Espèce
Synonymes
- Chamaeleon xenorhinus Boulenger, 1901
- Bradypodion xenorhinum (Boulenger, 1901)

Statut de conservation UICN

 NT  : Quasi menacé
Statut CITES
Kinyongia xenorhina est une espèce de sauriens de la famille des Chamaeleonidae.

## Répartition
Cette espèce se rencontre dans les monts Rwenzori en Ouganda et en République démocratique du Congo.

## Publication originale
- Boulenger, 1901 : Description of two new Chamaeleon from Mount Ruwenzori, British East Africa. Proceedings of the Zoological Society of London, vol. 1901, p. 135-136 (texte intégral).